# Вторая статья Конституции США
Статья вторая Конституции США определяет функции, полномочия и порядок формирования исполнительной ветви власти, в том числе должность Президента США, вице-президента и назначаемых Президентом США чиновников.

## Часть 1: Президент и вице-президент

### Пункт 1: Исполнительная власть
Исполнительная власть предоставляется Президенту Соединённых Штатов Америки. Он занимает свою должность на четырёхлетний срок и, вместе с вице-президентом, избираемым на тот же срок, избираются нижеследующим образом.

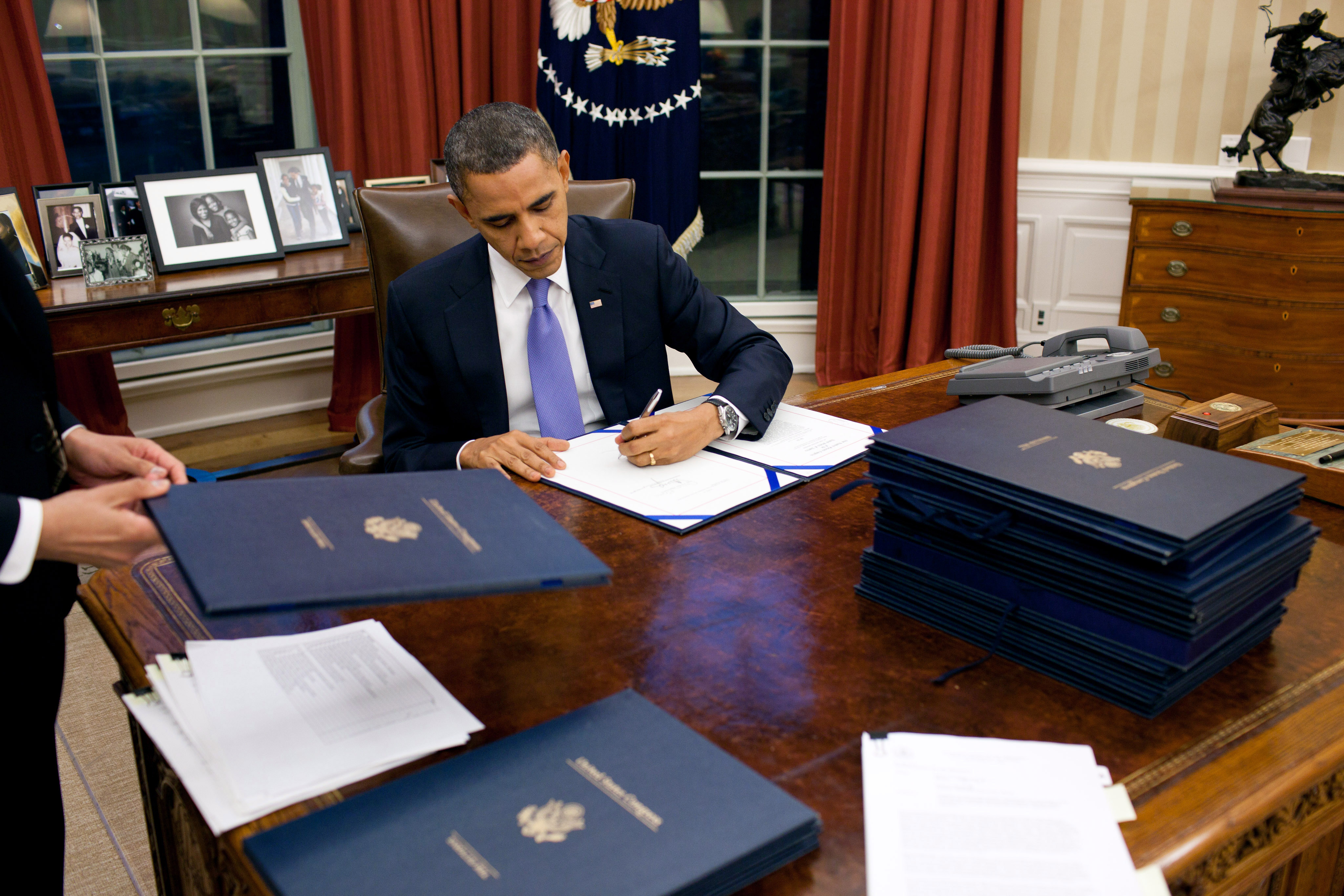
Президент США Барак Обама подписывает закон

Первый пункт статьи вводит само понятие Президента и вице-президента. По своей структуре он аналогичен первым пунктам первой и третьей статьи Конституции. Так первая статья вводит понятие Конгресса и определяет его законодательную власть, а третья статья вводит понятие Верховного Суда и судебной системы.
Главой исполнительной власти в США является Президент. Выборы Президента проходят один раз в четыре года.

### Пункт 2: Способ избрания выборщиков
Каждый штат способом, определяемым его законодательным органом, назначает число выборщиков, равное полному числу сенаторов и представителей которых штат имеет право посылать в Конгресс. Ни один сенатор или представитель или лицо, занимающее официальную или доходную должность на службе Соединённых Штатов не может быть назначен выборщиком.
Согласно Конституции США Президент и вице-президент избираются коллегией выборщиков. Выборщики избираются в каждом штате, а также в федеральном округе Колумбия. Конкретный способ избрания выборщиков остаётся на усмотрение каждого из штатов. Начиная с 1820 года большая часть штатов избирает выборщиков на прямых выборах.
Выборы Президента и вице-президента являются не прямыми - в бюллетени избиратели голосуют не за конкретного кандидата в Президенты, а за выборщика, который обязывается отдать свой голос в поддержку кандидата. Избиратели понимают, что отдавая голос за выборщика они, по сути, поручают ему проголосовать в будущем за соответствующего кандидата. В некоторых штатах это обязательство является не формальным, в то время как другие штаты законом обязывают выборщика отдавать свой голос лишь за того кандидата, за которого выборщик обещал голосовать. Конституционность подобного требования остаётся под вопросом. Также не известны последствия отказа выборщика отдать свой голос за любого из кандидатов.
Число выборщиков от каждого штата равна сумме мандатов представителей (определяется в зависимости от числа жителей штата, но не менее 1) и сенаторов (всегда два) от этого штата. Округ Колумбия, не имеющий представительства в Конгрессе, избирает столько же выборщиков, сколько наименьший штат (на данный момент 3). Сенаторы, представители и государственные служащие не могут быть выборщиками.

### Пункт 3: Выборы
Выборщики собираются в своих штатах и голосуют бюллетенями за двух лиц, по крайней мере одно из которых не может быть жителем одного с ними штата. После они формируют список всех лиц, за которых были отданы голоса и указывают число поданных голосов. Этот список должен быть подписан, заверен и передан в столицу Председателю Сената. Председатель Сената, в присутствии Сената и Палаты представителей открывает все списки, после чего подсчитываются поданные голоса. Лицо, набравшее наибольшее число голосов, становится Президентом, при условии, что он набрал большинство голосов от общего числа назначенных выборщиков. Если двое или более лиц набрали большинство голосов выборщиков и при этом равное число голосов между собой, Палата Представителей должна немедленно избрать одного из них Президентом путём голосования бюллетенями. Если ни один кандидат не набрал большинство голосов выборщиков, Палата Представителей выбирает Президента среди пяти кандидатов, набравших наибольшее число голосов. Но во время выборов Президента Палата представителей голосует по штатам, делегация от каждого штата имеет один голос. Кворум для таких выборов составляет 2/3 от общего числа штатов, а избранным считается набравший большинство голосов от общего числа штатов.  В любом случае лицо, набравшее второе по числу голосов выборщиков место, становится вице-президентом. Но если двое и более лиц получили равное число голосов, Сенат избирает вице-президента, голосуя бюллетенями.
Установленная данным пунктом процедура была отменена двенадцатой поправкой к Конституции в 1804 году. На данный момент Президент избирается следующим образом. Выборщики собираются в своих штатах и голосуют дважды — за Президента США и за вице-президента США. Требование того, чтобы один из кандидатов не проживал в одном штате с выборщиком, сохраняется.
Первоначально же каждый выборщик голосовал лишь один раз. При этом набравший большинство голосов становился Президентом, а занявший второе место — вице-президентом. В случае ничьи или в случае, если ни один кандидат не набирал большинство голосов, выборы проводились в Палате Представителей. Палата в таком случае голосовала штатами по системе: 1 штат — 1 голос. Выборы проводились либо между двумя кандидатами, набравшими одинаковое число голосов, либо среди 5 кандидатов, набравших наибольшее число голосов. В случае ничьи на выборах вице-президента вопрос решался сенатом. Следует отметить, что вице-президент не обязательно должен был получать большинство голосов выборщиков. В 1801 году два кандидата набрали одинаковое число голосов, что привело к переносу выборов в парламент и почти привело к политическому кризису в стране.
Двенадцатая поправка внесла коррективы в установленную процедуру. Каждый выборщик получил два голоса (за Президента и вице-президента), избранным считается лицо, получившее наибольшее число голосов (и при этом большинство от общего числа выборщиков). Кроме того, требование получить большинство голосов от общего числа выборщиков теперь касается как Президента, так и вице-президента. В случае, если ни один из кандидатов в Президенты не набрал большинство голосов выборщиков, Палата представителей избирает Президента среди 3 кандидатов, набравших наибольшее число голосов (а не пяти, как было ранее). Сенат же избирает вице-президента среди двух кандидатов в вице-президенты, имеющих наибольшее число голосов выборщиков. Кворум для заседания сената в таком случае составляет 2/3 сенаторов. Кроме того, поправка установила, что вице-президент должен соответствовать всем квалификационным требованиям, предъявляемым к Президенту.

### Пункт 4: День выборов
Конгресс может определить время избрания выборщиков, а также день, в который они должны проголосовать. Этот день должен быть единым по всем Соединённым Штатам.

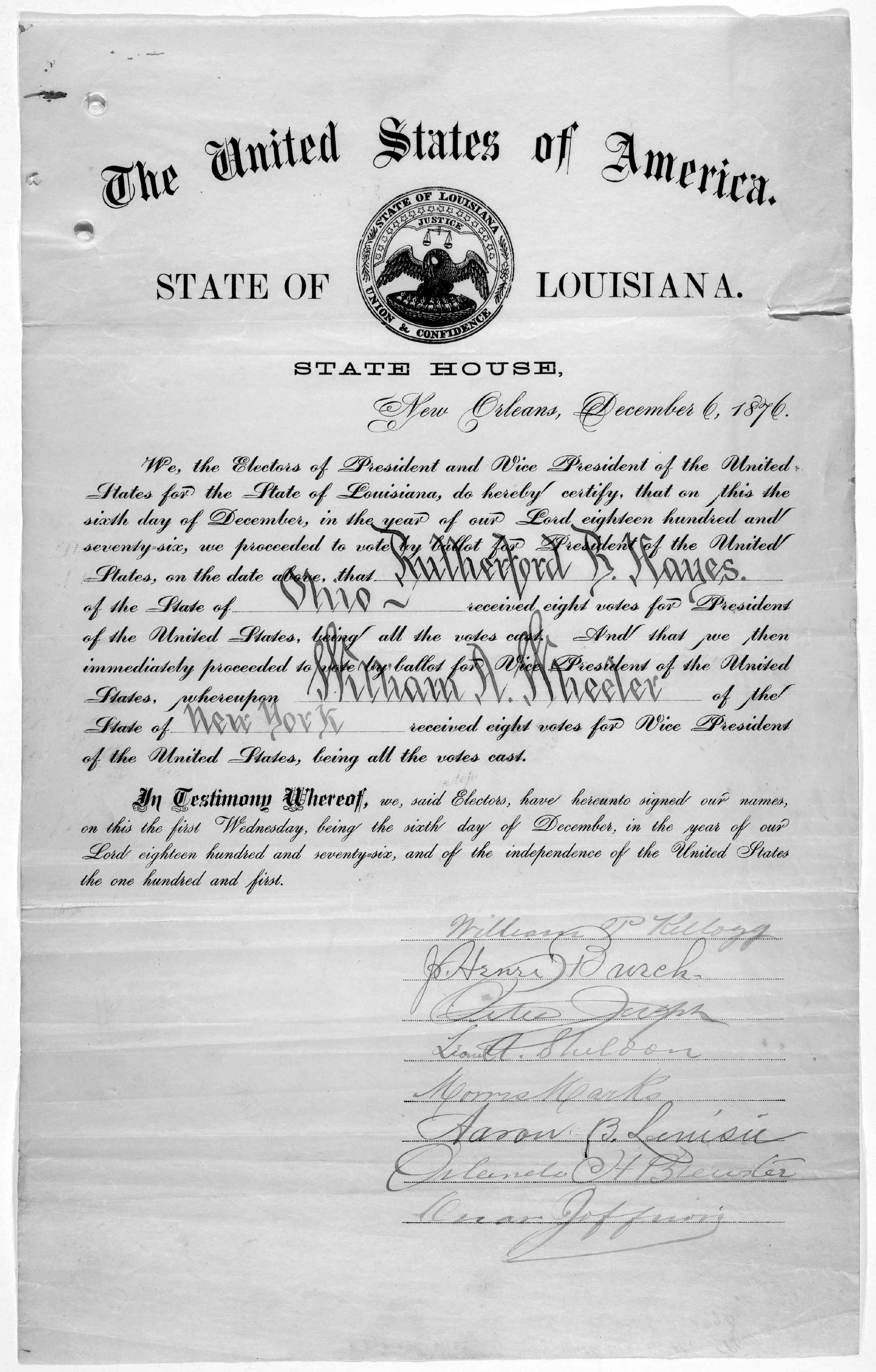
Свидетельство о числе поданных голосов выборщиков, штат Луизина

Конгресс имеет право устанавливать общенациональный день выборов. В настоящее время выборщики избираются во вторник, следующий за первым понедельником ноября последнего года полномочий Президента. Выборщики подают свои голоса в понедельник, следующий за второй средой декабря этого года. Конгресс проводит подсчет голосов на совместном заседании палат в начале января.

### Пункт 5: Требования
Ни одно лицо, не являющееся гражданином США по праву рождения или гражданином США на момент принятия данной Конституции, не может занимать должность Президента. Также не может занимать должность лицо, не достигшее возраста 35 лет и проживающее в США менее 14 лет.
Избранный Президент и вице-президент США по состоянию на день инаугурации должен удовлетворять таким требованиям:
- быть гражданином США по праву рождения;
- возраст не менее 35 лет;
- проживать на территории США не менее 14 лет.

Кроме того, никто не может быть избран Президентом более, чем дважды.

### Пункт 6: Замещение вакантной должности
В случае отстранения Президента от своей должности, его смерти, отставки или невозможности исполнять свои обязанности таковые переходят к вице-президенту. Конгресс законом может установить того, к кому переходят полномочия Президента в случае отстранения, смерти, отставки или неспособности исполнять свои обязанности как Президента так и вице-президента. И такое лицо должно исполнять обязанности Президента пока он не вернется к исполнению своих обязанностей или новый Президент не будет избран.
Формулировка данного пункта считается крайне неудачной. После смерти Президента Вильяма Генри Гаррисона возник серьёзный спор по поводу того, становится ли вице-президент Джон Тайлер полноценным Президентом до следующих выборов или же лишь исполняющим обязанности Президента на срок до проведения внеочередных выборов. Сам Тайлер считал, что получает все права Президента США на весь оставшийся срок. Многие сенаторы, однако, требовали проведения досрочных выборов. Поскольку формулировка пункта крайне размытая ни одна из сторон не смогла доказать свою правоту. В результате Тайлер принял присягу Президента, что установило прецедент, которому следуют и по сей день.
В случае, если вице-президент не может занять должность Президента, её занимает лицо, определённое законом. На данный момент линию преемственности должности Президента следующая: Спикер Палаты представителей, Временный председатель Сената, пятнадцать государственных секретарей в последовательности, определяемой сроком существования их департамента.
Двадцать пятая поправка к Конституции США позволила заполнять вакантную должность вице-президента без проведения выборов. Для этого действующий Президент предлагает кандидатуру, за которую должны проголосовать большинство членов обеих палат Конгресса. Кроме того, 25 поправка разделила понятия полного перехода прав Президента (в случае импичмента, смерти или отставки) и временной - в случае временной неспособности исполнять свои обязанности. В случае временной неспособности исполнять свои обязанности вице-президент или другое лицо становится лишь "и.о. Президента США" на срок до возвращения Президента.

### Пункт 7: Оплата труда
Президент в установленное время должен получать оплату за свой труд. Эта оплата не может быть увеличена или уменьшена в течение срока его полномочий. Во время исполнения своих обязанностей Президент не может получать каких-либо иных выплат от США или одного из штатов.
В настоящее время Президент США получает 400000 долларов США в год. Эта сумма не может меняться до конца срока полномочий Президента. При этом Президент не может получать никаких других выплат от правительства США или одного из штатов. Это, однако, не ограничивает Президента в возможностях использовать услуги правительства, например, правительственные резиденции и транспорт.

### Пункт 8: Присяга или торжественное обещание
Перед вступлением в должность он (Президент) должен принять следующую присягу (или дать торжественное обещание): «Торжественно клянусь (или: заверяю) добросовестно исполнять обязанности президента Соединённых Штатов и в полной мере моих сил соблюдать, охранять и защищать конституцию Соединённых Штатов».
Оригинальный текст (англ.)«I do solemnly swear (or affirm) that I will faithfully execute the Office of President of the United States, and will to the best of my Ability, preserve, protect and defend the Constitution of the United States.»

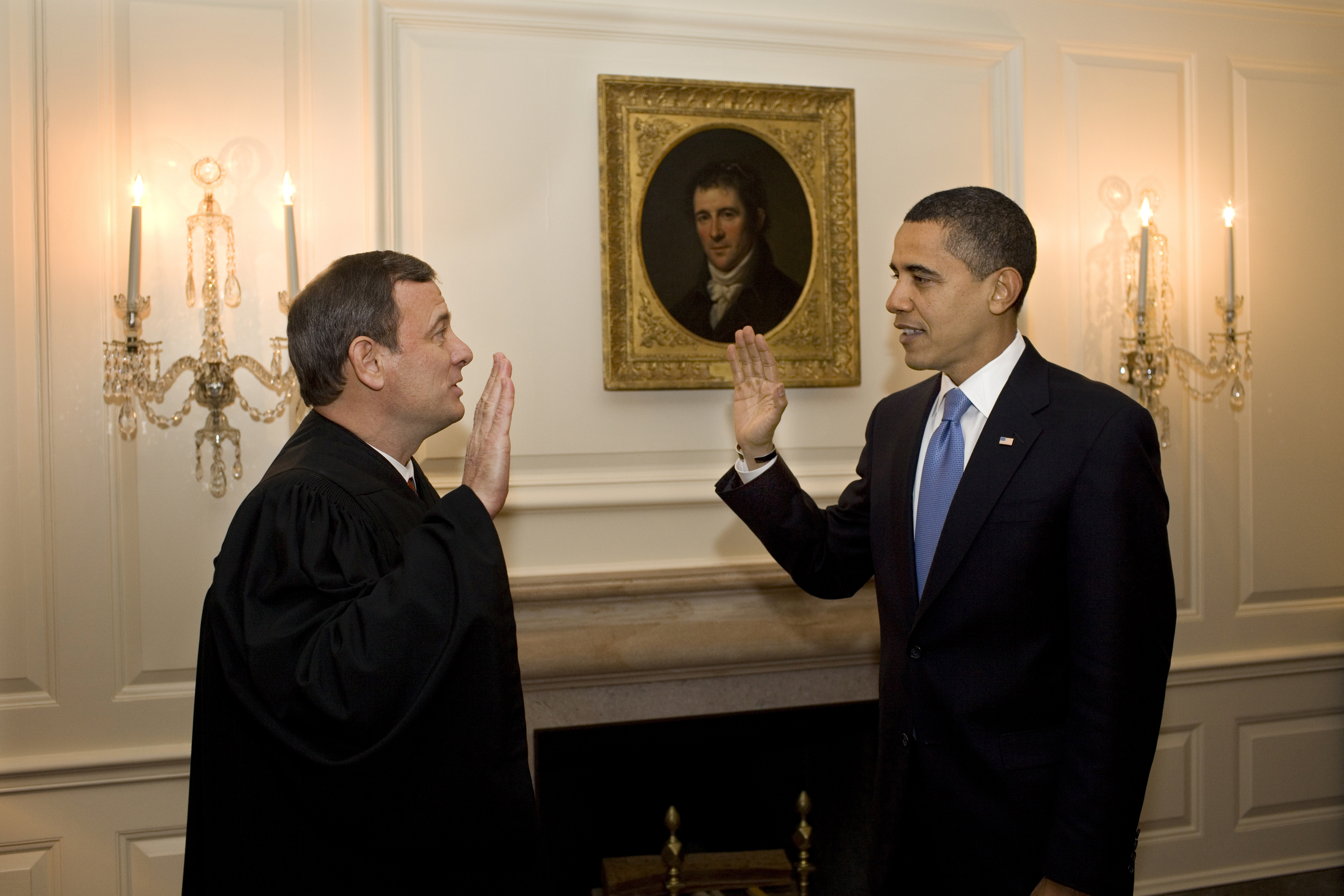
Барак Обама приносит присягу Президента второй раз

Существует мнение, что Джордж Вашингтон, принося присягу, добавил: "И да поможет мне Бог"
, однако этот момент не подтвержден в полной мере. Так упоминаний об этой фразе нет в официальной стенограмме принесения присяги или в мемуарах присутствовавших при этом событии.
Кроме того, по традиции избранный Президент добавляет перед текстом присяги слова "Я, Имя Фамилия...". Как правило к присяги Президента приводит Председатель Верховного Суда США. Некоторые Президенты утверждали, что текст присяги даёт им право совершать любые поступки, направленные на защиту Конституции США. Так Эндрю Джексон утверждал, что имеет право не исполнять закон, если считает его не конституционным. Авраам Линкольн также заявлял о своём праве защищать Конституцию любыми необходимыми методами, однако суды не поддержали его. Однако большинство политиков и юристов не видят в тексте присяги намеков на полномочия Президента или расширения его возможностей.
Вице-президент также приносит присягу, однако её текст Конституцией не установлен. На данный момент текст присяги вице-президента такой же, как и у членов Конгресса: "Я торжественно клянусь (или: заверяю) поддерживать и защищать Конституцию США от врагов внешних и внутренних, и хранить ей верность. Я принимаю эти обязательства свободно, без тайных мыслей и мысленных исключений, и буду честно и добросовестно исполнять свои обязанности в должности, на которую вступаю. Да поможет мне Бог." 

## Часть 2: Права Президента

### Пункт 1: Командование армией, члены Кабинета, помилования
Президент является Верховным Главнокомандующим армии и флота Соединённых Штатов, а также ополчения штатов в случае, когда оно призывается на действительную службу. Он может потребовать от любого руководителя департамента исполнительной власти изложить в письменном виде своё мнение по любому вопросу, связанному с его обязанностями, также имеет право предоставлять отсрочку в исполнении приговора и помилования совершим преступления против Соединённых Штатов, кроме дел об импичменте.
Президент является верховным главнокомандующим армии. Тем не менее право объявлять войну принадлежит исключительно Конгрессу. Таким образом именно Конгресс определяет, кому США объявляют войну. Однако, после того, как война объявлена, Президент определяет стратегию и тактику её проведения. Президент без согласия Конгресса может использовать армию для защиты от внезапных нападений.
. Тем не менее отдельные военные операции могут проводиться Президентом и без согласия Конгресса.
Президент может потребовать от руководителей департаментов изложить в письменном виде своё мнение по какому-либо вопросу. Ключевым моментов здесь является то, что Конституция прямо закрепляет существование департаментов и их руководителей, подчинённых Президенту.
Президент может отсрочить исполнение смертного приговора, а также издать указ о помиловании. В настоящее время считает, что акт помилования применяется вне зависимости от воли осуждённого. Так в деле en:Biddle v. Perovich ,, Верховный Суд установил: "помилование в настоящее время это не индивидуальный акт милосердия от лица, обладающего властью. Ныне это часть конституционной схемы, Помилование осуществляется в случае, когда власть считает, что обществу будет лучше если к преступнику будет применено милосердие, а не приговор суда". Кроме того, суд установил, что как не может заключённый отказаться принимать приговор, так не может он и отказаться от помилования, отменяющего этот приговор. При этом Президент может как отменить наказание полностью, так и снизить его.

### Пункт 2: Совет и согласие
Он имеет право по совету и с согласия сената заключать международные договоры при условии их одобрения двумя третями присутствующих сенаторов; он по совету и с согласия сената назначает послов, других официальных представителей и консулов, судей Верховного суда и всех других должностных лиц Соединённых Штатов, назначение которых Конституцией не предусматривается в ином порядке и должности которых устанавливаются законом; но Конгресс может законом предоставить право назначения таких нижестоящих должностных лиц, каких сочтёт уместным, Президенту единолично, судам или главам департаментов.
Конституция устанавливает, что Президент должен спрашивать "совета и согласия" именно у сената - верхней палаты парламента.
Президент самостоятельно заключает международные договора, но они вступают в силу лишь после их ратификации не менее, чем 2/3 голосов сената. Конституция, однако, не устанавливает процедуру расторжения договоров. В некоторых случаях это происходило путём принятия закона, одобренного Президентом, в других же случаях Президент спрашивал "совета и согласия" Сената на расторжение договора. В отдельных случаях Президенты самостоятельно разрывали договора, однако единого мнения по поводу конституционности подобных действий нет. В единственном реально рассмотренном деле по этому вопросу судьи Верховного Суда США не смогли прийти ни к какому решению, что привело к закрытию дела.
Назначений судей, высших чиновников и послов также происходит с согласия Сената, однако для принятия решения достаточно простого большинства. После того, как Сенат дал согласие на назначение должностного лица и это лицо вступило в должность он не может самостоятельно отменить такое решение. Президент может самостоятельно увольнять назначенных им с согласия Сената чиновников исполнительной власти, однако лишь в случае, когда эти чиновники находятся в его непосредственном подчинении. Судьи могут быть уволены лишь по собственному желанию или в порядке импичмента, чиновники органов, напрямую не входящих в президентскую вертикаль власти увольняются в порядке, определяемом законом.

### Пункт 3: Временные назначения
Президент имеет право заполнять все вакансии, которые могут возникнуть во время перерыва в работе Сената, но лишь на срок до окончания следующей сессии Сената.
В то время, когда сессия Сената закрыта, Президент имеет возможность сделать временное назначение чиновника, для которого обычно требуется согласие Сената. Также Президент может таким же образом назначать судей, хотя делается это крайне редко. Полномочия такого лица продолжаются не позднее, чем до окончания следующей сессии. В случае, если на следующей сессии Сенат подтвердит назначение - оно становится постоянным.

## Часть 3: Обязанности Президента
Президент периодически даёт Конгрессу информацию о положении Союза и рекомендует к его рассмотрению такие меры, которые он сочтёт необходимыми и целесообразными; он может в чрезвычайных случаях созвать обе палаты или любую из них, а в случае разногласий между палатами по поводу времени переноса заседаний он может перенести их сам на такое время, какое сочтёт уместным; он принимает послов и других официальных представителей; он заботится о том, чтобы законы добросовестно исполнялись, и вводит в должность всех должностных лиц Соединённых Штатов.

### Пункт 1: Состояние Союза

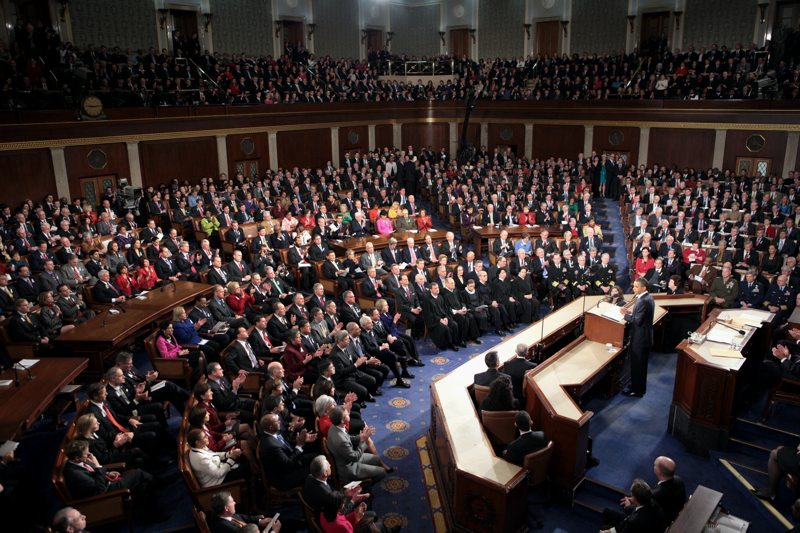
Барак Обама зачитывает послание к Союзу

Президент обязан периодически обращаться к Конгрессу с посланием о ситуации в стране. Изначально президенты обращались к парламенту лично, однако Томас Джефферсон посчитал, что такое обращение слишком напоминает тронную речь короля, а потому ввёл практику письменных обращений, которые зачитывались клерками. Вудро Вильсон самостоятельно обращался к Конгрессу, вернув изначальную процедуру. Его примеру следовали все последующие Президенты.

### Пункт 2: Предложения Конгрессу
Президент имеет право предложить Конгрессу рассмотреть любой вопрос, находящийся в пределах полномочий последнего. Однако Конгресс не обязан принимать предложения, сделанные Президентом и, в принципе, может снять с повестки дня предложенные Президентом вопросы.
Кроме того, это положение является напоминанием о том, что хотя Президент имеет возможность вносить в Конгресс любые рекомендации и предлагать принятие любых законов, он не обладает правом самостоятельно их принимать. Президента нельзя заставить вносить или не вносить определённые предложение, поскольку лишь он сам в праве определять, что по его мнению является "необходимым и целесообразным".

### Пункт 3: Созыв внеочередной сессии и объявление перерыва
Президент может созывать внеочередную сессию как всего Конгресса, так и одной из его палат (как правило - Сенат). Внеочередные сессии созывались всего 17 раз за всю историю американской конституции. В последний раз это произошло в 1948 году.

### Пункт 4: Приём иностранных послов
Президенту принадлежит обязанность принимать верительные грамоты иностранных послов. Таким образом Конституция подчеркивает ключевую роль Президента во внешней политике. Президент, взаимодействуя с другими государствами действует как единственный представитель всей нации.

### Пункт 5: Исполнение законов
В обязанности Президента, как и всей исполнительной власти, входит исполнение принятых Конгрессом законов. Президент обязан не только сам исполнять закон, но и контролировать его исполнение всеми остальными. Кроме того, данное положение Конституции подчеркивает тот факт, что Президент не имеет права приостанавливать действие каких-либо законов. Президент самостоятельно выбирает способы исполнения законов. Так, например, в случае, когда Конгресс выделил деньги на определённую программу, исполнительная власть во главе с Президентом принимает решение о том, как наиболее эффективно потратить эти деньги. Однако, Президент не имеет права препятствовать чиновникам исполнять законы, принятые Конгрессом. Кроме того, Президент не может отказаться исполнять определённый закон.
Суды не имеют права запрещать Президенту исполнять определённые законы. Также суды не могут запрещать Конгрессу принимать определённый закон. Однако после того, как действия были совершены, суды могут рассмотреть вопрос о конституционности закона и правомерности соответствующих действий исполнительной власти.

### Пункт 6: Введение в должность чиновников
Президент "вводит в должность" многих должностных лиц, включая военных и послов. Такой "ввод в должность". как правило, производится с помощью отправки должностному лицу документа о его назначении, подписанном Президентом и заверенным его печатью. Лицо не может вступить в должность до тех пор, пока не получит документ, подтверждающий назначение. И хотя Президент обязан отправить назначенному лицу документ, суды не могут понуждать его это сделать.

## Часть 4: Импичмент
Президент, вице-президент и все гражданские должностные лица Соединённых Штатов могут быть лишены своей должности после осуждения в порядке импичмента за государственную измену, взяточничество или другие важные преступления и мисдиминоры.
Конституция разрешает лишать Президента, вице-президента, судей и любых чиновников полномочий в порядке импичмента. Импичмент инициирует Палата представителей, а окончательное решение о его применении выносит Сенат. Сенат может вынести решение о лишении должности, а также запретить в будущем занимать какую-либо должность на службе у федерации. Импичмент не заменяет собой судебного преследования за совершенные преступления. Кроме того, Президент не может помиловать того, кто был лишён должности в порядке импичмента и, тем самым, восстановить его в должности.

## Внешние ссылки
- Kilman, Johnny and George Costello (Eds). (2000). The Constitution of the United States of America: Analysis and Interpretation.
- CRS Annotated Constitution: Article 2
- Mount, Steve. (2003). "Presidential Pardons."